# Ventilation mécanique en médecine
Pour les articles homonymes, voir Ventilation mécanique et VM.

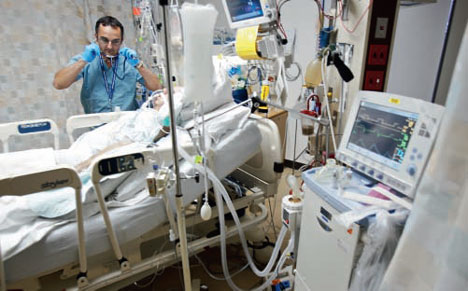
Un professionnel examine un patient sous ventilation mécanique dans une unité de soins intensifs

La ventilation mécanique (VM) en médecine est une ventilation artificielle (en opposition à la ventilation spontanée) qui consiste à suppléer ou assister la respiration spontanée à l'aide d'un respirateur artificiel, communément appelé « ventilateur » par les professionnels de santé. Elle se pratique le plus souvent dans un contexte de soins critiques (médecine d'urgence ou réanimation) et d'anesthésie, mais peut aussi être dispensée à domicile chez des patients porteurs d'une insuffisance respiratoire chronique. La VM est qualifiée d’« invasive » si elle se fait par une interface pénétrant dans les voies aériennes par la bouche (sonde d'intubation endotrachéale) ou par la peau (tube de trachéotomie). La « ventilation non invasive » (VNI) implique quant à elle un masque étanche (facial ou nasal).
Il existe deux principaux types de ventilation mécanique : la ventilation à pression positive, où de l'air (ou un mélange de gaz) est « poussé » dans la trachée, et la ventilation à pression négative où l'air est « aspiré » par les poumons. Si le second type a constitué les débuts de la VM et reste toujours, quoique rarement, utilisé aujourd'hui, la grande majorité des ventilateurs sont en pression positive. Il existe de nombreux modes ventilatoires, dont la nomenclature et les caractéristiques évoluent rapidement à mesure que la technologie médicale continue à se développer, tendant même ces dernières années vers des algorithmes automatisés (plutôt que pré-réglés) qui s'adaptent en continu à l'effort ventilatoire du patient.

## Application

### Indications
La ventilation mécanique est indiquée chez les patients dont la ventilation spontanée est insuffisante pour les maintenir en vie. Elle est aussi utilisée comme prophylaxie avant un effondrement imminent des autres fonctions physiologiques (avant une anesthésie) ou dans le cas où les échanges gazeux deviennent inefficaces. En théorie, étant donné que la ventilation mécanique est une suppléance d'organe temporaire et ne traite pas à proprement parler une maladie, la situation du patient doit être réversible pour en justifier l'initiation.
Les indications principales sont :
- insuffisance respiratoire aiguë (SDRA, traumatisme thoracique, etc.) ;
- arrêt respiratoire, y compris en cas d'intoxication ;
- crise d'asthme sévère ;
- décompensation d'insuffisance respiratoire chronique (BPCO, Syndrome de Pickwick, etc.) ;
- acidose respiratoire aiguë avec pression partielle en dioxyde de carbone (PCO2) > 50 mmHg et pH < 7.25 ;
- paralysie du diaphragme en raison du syndrome de Guillain–Barré, d'une lésion médullaire, ou de l'effet de drogues d’anesthésie et myorelaxantes ;
- signes persistants et aggravants de détresse respiratoire tels qu'une augmentation du travail respiratoire, tachypnée, etc. ;
- hypoxémie avec pression artérielle partielle en oxygène (PaO2) < 55 mmHg avec fraction inspirée en oxygène (FiO2) = 1.0 ;
- hypotension y compris sepsis, choc, insuffisance cardiaque congestive, etc. ;
- maladies neurologiques telles que la myasthénie, la sclérose latérale amyotrophique, etc.

### Risques associés et complications
Comme n'importe quel mécanisme de suppléance d'organe, la ventilation mécanique comporte des risques. Ceux-ci peuvent être classés en deux catégories : les risques liés aux propriétés physiques de la ventilation artificielle, et ceux liés aux interfaces.
Risques liés à la ventilation mécanique
- Baro-traumatisme : pneumothorax ou traumatisme alvéolaire lié à un excès de pression intrathoracique ;
- Volu-traumatisme ou volo-traumatisme : traumatisme alvéolaire lié à un trop grand volume intra-alvéolaire responsable parfois de fibrose cicatricielle secondaire.
- PEP intrinsèque (PEPi) : causé par une expiration incomplète. Il peut être causé par un temps expiratoire trop court ou des résistances augmentées. En ventilation mécanique, l'expiration est passive et la vitesse à laquelle l'air sort du poumon dépend exclusivement des caractéristiques mécaniques de celui-ci. Les conséquences d'une PEPi élevée sont une diminution du retour veineux pouvant entraîner une hypotension par insuffisance ventriculaire droite, une augmentation du risque de barotrauma à cause de l'hyperinflation dynamique. Cette complication survient principalement sur des terrains asthmatiques et/ou BPCO.
- Atrophie du diaphragme : la ventilation contrôlée peut entraîner une dégradation rapide des muscles respiratoires en raison de leur manque d'utilisation.

Risques liés aux interfaces
- Hypoxémie iatrogène et autres complications en rapport avec les prothèses invasives (extubation, obstruction et coudure de sonde d'intubation, intubation sélective, administration de gaz hypoxique, corps étranger, rupture de trachée, sténose trachéale…) ou les masques faciaux (inhalation si vomissements ou saignement, glossoptose (chute en arrière de la langue) ;
- Pneumopathie acquise sous ventilation mécanique : infection pulmonaire nosocomiale acquise sous ventilation. Les germes en cause peuvent être la flore habituelle du patient ou une flore plus résistante aux antibiotiques (staphylocoques, pseudomonas, etc.)

### Respirateur artificiel
Un respirateur artificiel, communément appelé «ventilateur» par les professionnels de santé, est un appareil médical d'assistance respiratoire. Il vise à assurer une ventilation artificielle des poumons d'un malade lors d'une opération chirurgicale ou lors d'une insuffisance respiratoire aiguë.

Exemples de ventilateurs : Modèle (fabricant)
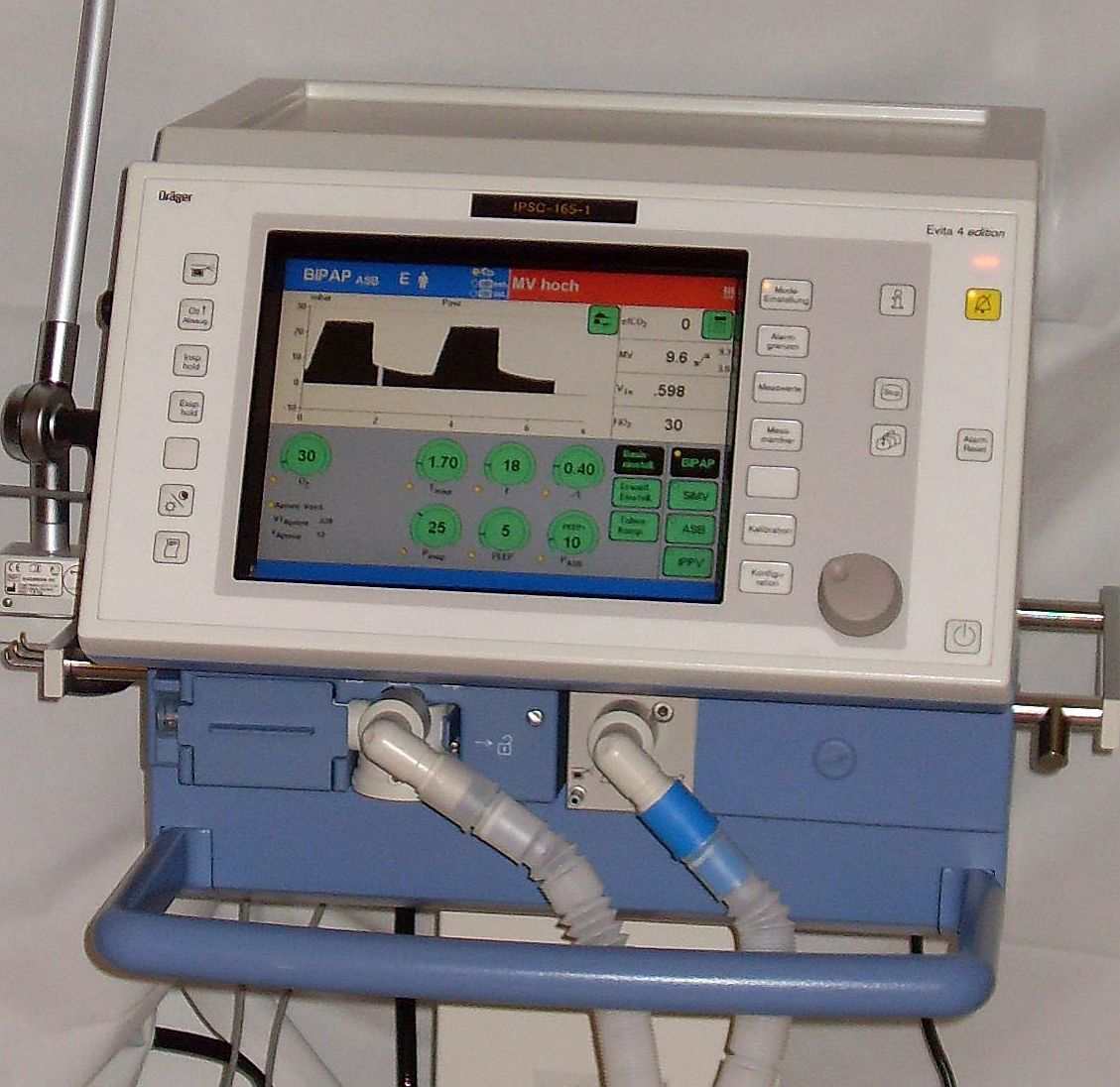
Evita4 (Dräger), ventilateur de réanimation.
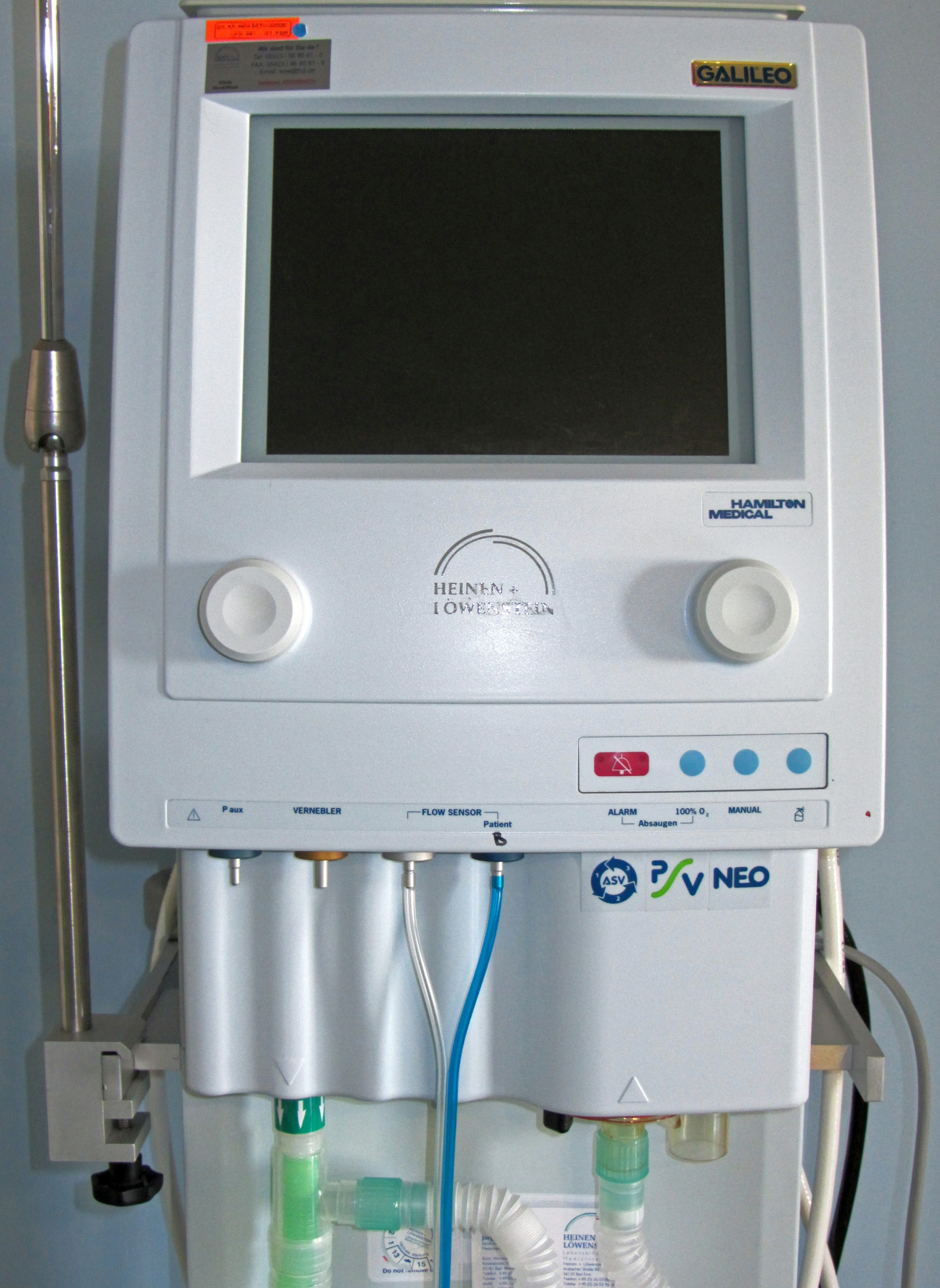
Galileo Gold (Hamilton Medical), ventilateur de réanimation.
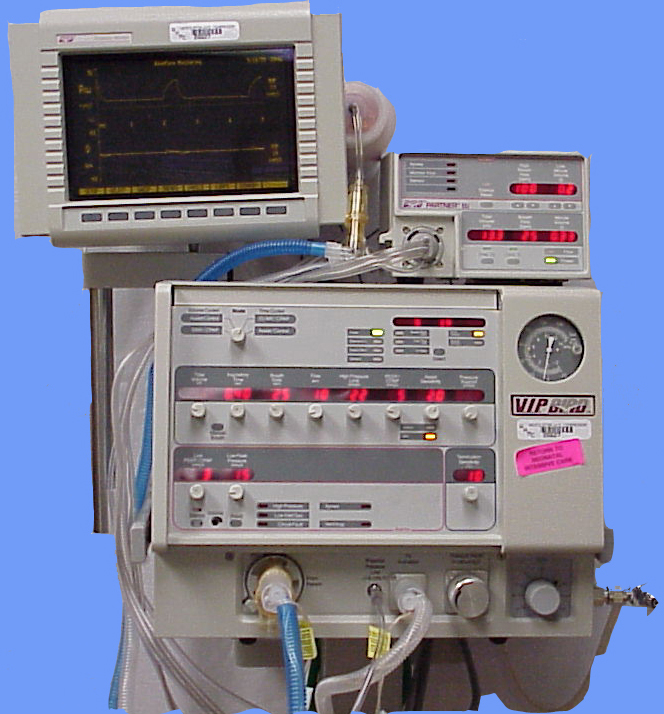
Bird2 (VIP), ventilateur pédiatrique.
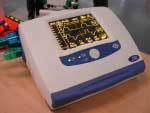
Elisée 350 (ResMed), ventilateur de VNI et de transport.
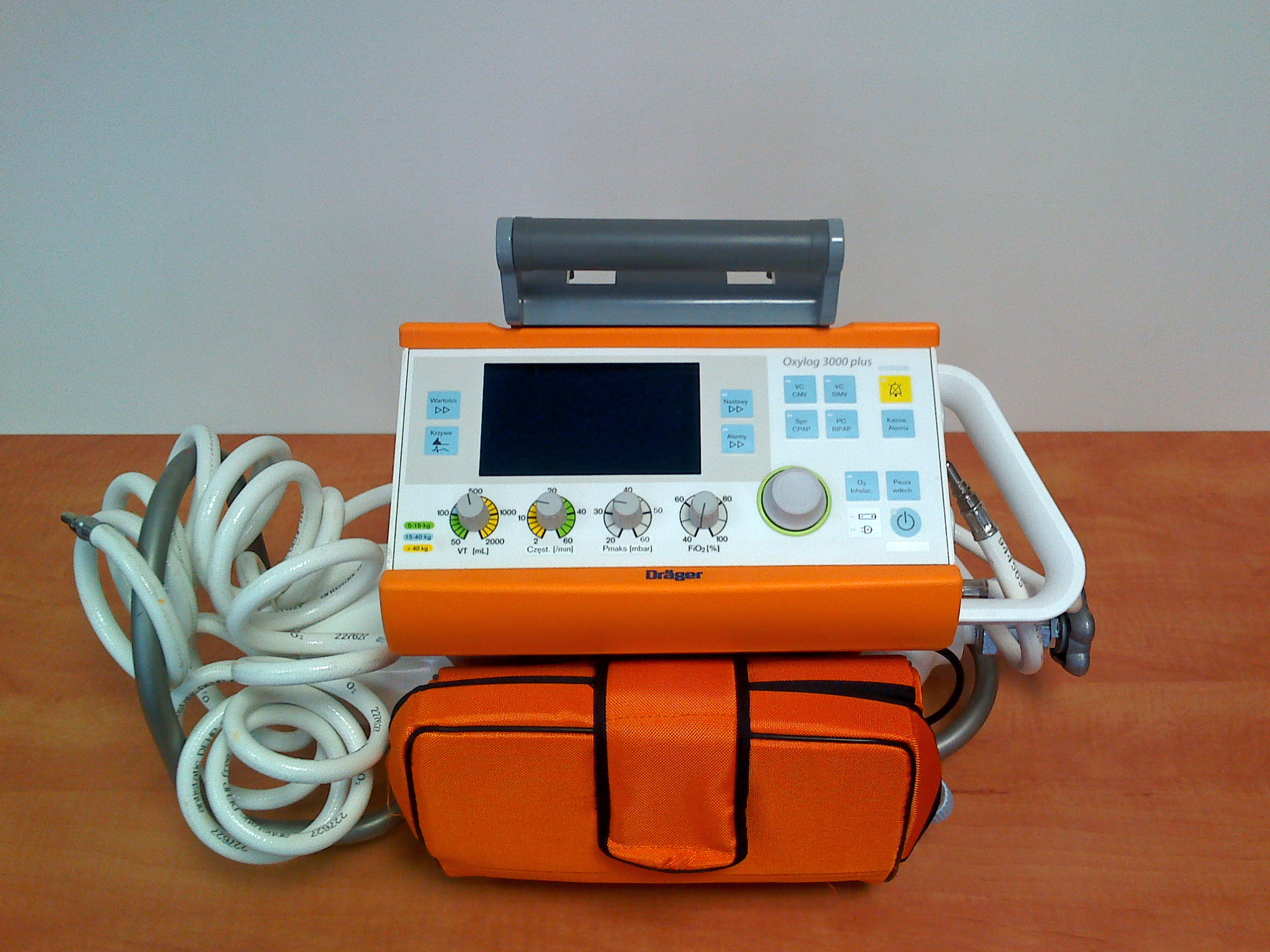
Oxylog 3000+ (Dräger), ventilateur pré-hospitalier et de transfert.
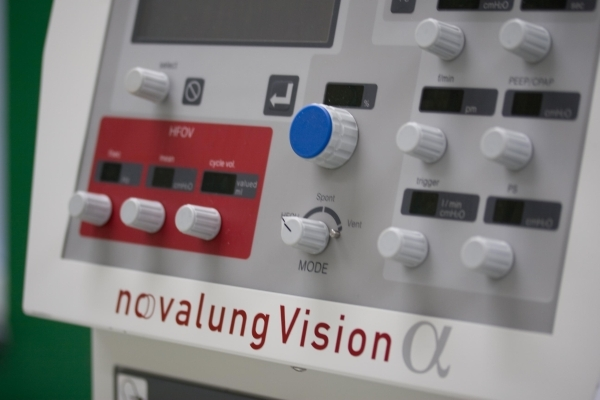
Vision α (Novalung), ventilateur oscillatoire à haute fréquence.
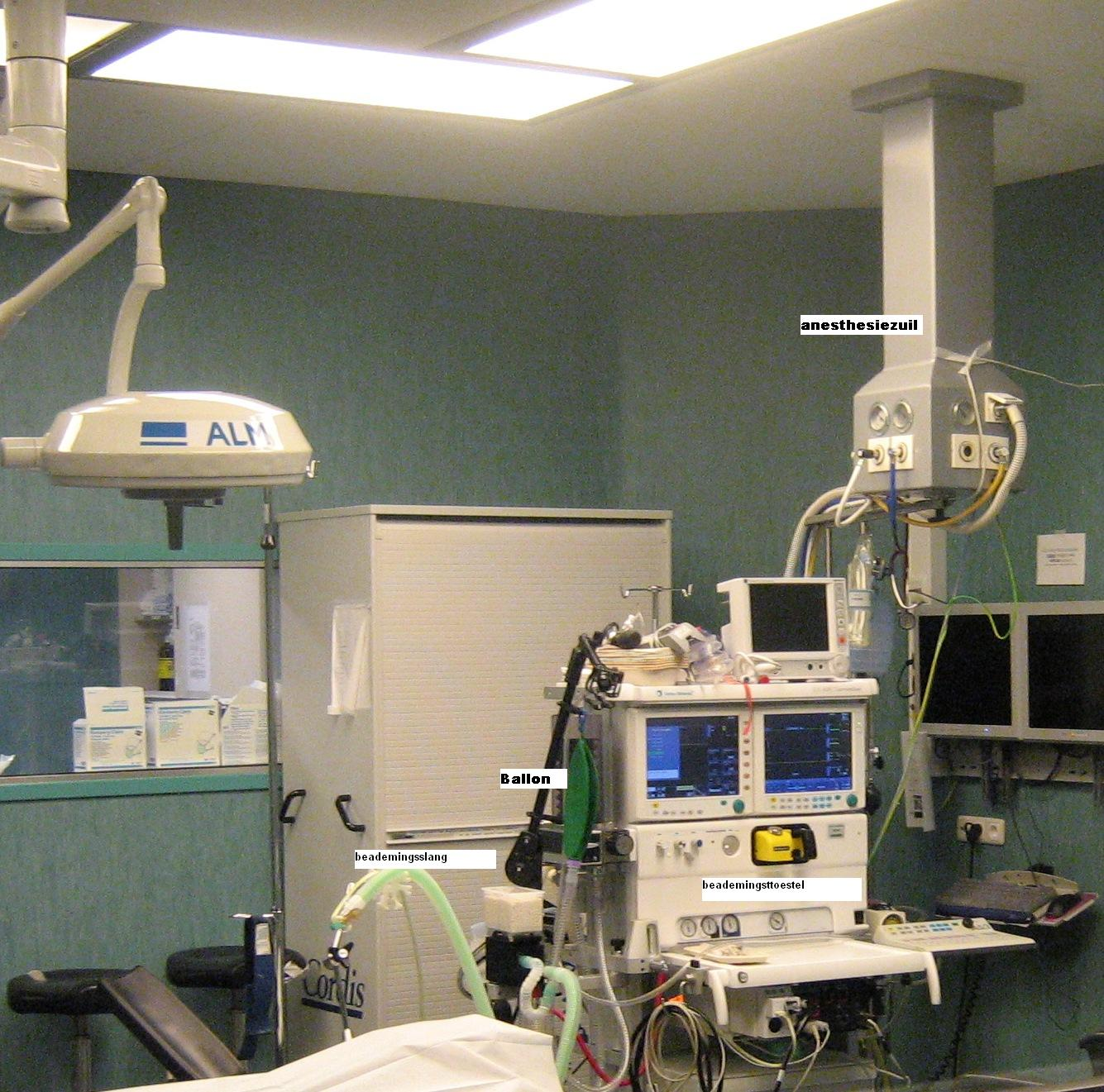
Ventilateur d’anesthésie.

### Interfaces
Il existe plusieurs façons de prévenir l'obstruction des voies aériennes, l'inhalation ou les fuites d'air :
- Masque facial : largement utilisé en premiers secours, le masque facial est aussi utilisé en réanimation pour la VM, notamment pour la ventilation non invasive (VNI) chez les patients conscients ou la pré-oxygénation avant une anesthésie. En revanche, le masque facial ne protège pas de l'inhalation.
- Intubation trachéale : un tube est inséré par le nez (intubation nasotrachéale) ou par la bouche (orotrachéale) jusque dans la trachée. Il s'agit de protéger les voies aériennes pour l'espace de quelques heures (pour une opération chirurgicale par exemple) ou pour une période indéterminée pouvant aller jusqu'à plusieurs jours ou semaines. La plupart des sondes d'intubation possèdent un ballonnet permettant de contrôler l'étanchéité du système et protéger de l'inhalation lors de la ventilation mécanique. Les sondes d'intubation sont des dispositifs inconfortables puisque situés au fond de la gorge, causant douleur et toux. Par conséquent, elles requièrent des sédatifs et analgésiques pour assurer la tolérance du tube par le patient, drogues qui comportent également des risques. L'intubation peut aussi causer des atteintes de la muqueuse pharyngée, des traumatismes buccaux, des sténoses subglottiques, etc.
- Masque laryngé : un dispositif placé au-dessus de la trachée, comme une alternative à l'intubation trachéale. La plupart sont des masques ou des ballonnets que l'on gonfle pour assurer l'isolation de la trachée et permettre l'oxygénation. Les masques modernes sont munis de ports séparés permettant l'aspiration gastrique ou facilitant l'intubation orotrachéale. Ils ne préviennent cependant pas de l'aspiration.
- Cricothyroïdotomie : un tube est inséré dans la trachée par l'ouverture chirurgicale faite dans le ligament cricothyroïdien. Similaire à la trachéotomie dans son principe, la cricothyroïdotomie est réservée aux situations d'urgence pour lesquelles les tentatives d'intubation ont échoué.
- Trachéotomie : un tube est placé dans la trachée par l'ouverture chirurgicale faite en dessous du larynx et du ligament cricothyroïdien. Les tubes de trachéotomie sont bien tolérés et ne nécessitent généralement pas de sédatifs contrairement aux sondes d'intubation endotrachéales. Ils peuvent être insérés de manière précoce pour des patients souffrant d'insuffisance respiratoire chronique, ou pour les patients dont le sevrage respiratoire s'avère et/ou s'annonce compliqué.

## Physiologie
Lors de la respiration spontanée, l'abaissement du diaphragme et une expansion de la cage thoracique créent une diminution de la pression alvéolaire (pression négative si on la compare à la pression atmosphérique). C'est cette pression négative qui entraîne l'entrée d'air dans les poumons.
La ventilation mécanique utilisée en médecine est antiphysiologique ; c'est une ventilation dite « en pression positive » (VPP). Cela signifie que l'entrée d'air dans les poumons n'est plus causée par une différence de pression entre l'extérieur et l'intérieur des poumons mais par une augmentation de la pression à l'intérieur des poumons.
Alors que dans la respiration spontanée, la pression intrathoracique tourne autour de zéro plus ou moins quelques hectopascals (1 hPa = 1 cm H2O), la VPP crée des pressions intrathoraciques pouvant aller au-delà de 40 hPa (ou 40 cm H2O). Les effets collatéraux de cette mise en pression du thorax sont :
- Risque de barotraumatisme (traumatisme alvéolaire, de pneumothorax...) corrélé à la pression dite de plateau
- Diminution du retour veineux proportionnellement à la pression intrathoracique moyenne (Pmoy).

Sous ventilation mécanique l'augmentation de la FiO2 ou de la pression expiratoire positive permet de majorer l'oxygénation ou plus exactement de corriger un déficit d'oxygénation (hypoxémie). Le réglage de la ventilation alvéolaire minute modifie directement la PCO2.

## Vocabulaire
- Volume courant (Vc ou Vt) : volume d'air qui entre et qui sort des poumons à chaque respiration (0,5 l).
- Volume de réserve inspiratoire (VRI) : c'est la quantité de gaz qu'il est encore possible de faire pénétrer dans les poumons après une inspiration normale.
- Volume de réserve expiratoire (VRE) : c'est la quantité d'air qu'il est encore possible d'expulser par une expiration forcée après une expiration normale.
- Fréquence respiratoire (f ou Fr) : c'est le nombre de cycles (inspiratoire + expiratoire) par minute.
- Temps inspiratoire (Ti) : c'est la période pendant laquelle l'air entre dans les poumons, autrement dit la durée de l'inspiration.
- Fraction en oxygène des gaz inspirés (FiO2) : c'est la quantité en pourcentage d'oxygène contenu dans le mélange de gaz inspiré
- PEEP, Positive End-Expiratory Pressure (pression expiratoire positive) : pression persistante durant le temps expiratoire
- AI, aide inspiratoire : niveau de pression qui va s’appliquer dans les voies aériennes du patient durant le temps inspiratoire en mode VS-AI
- Pmoy : pression moyenne : dans les voies aériennes, facile à mesurer automatiquement, (peu utile en pratique). Très utile pour moduler la ventilation artificielle selon les problèmes hémodynamique.
- Pcrête : pression maximale. Dans les voies aériennes, facile à mesurer automatiquement. C’est sur cette pression qui est soumise à une alarme de surpression le plus souvent.
- Pplat : pression dite de plateau, difficile à mesurer automatiquement. C’est pourtant cette pression qui est le mieux corrélée au risque de barotraumatisme
- Ventilation alvéolaire minute : c'est le principal déterminant de la pCO2. De l'ordre de 5  à   10 l·min-1. On peut écrire VM = f * (Vt - Espace mort)
- Ve : Volume de l'espace mort. L'espace mort représente la trachée et les bronches balayées par la ventilation mais qui ne participent pas aux échanges gazeux. C'est de l'ordre de 150 ml (+sonde d'intubation + filtre).
- VS-AI : Ventilation spontanée avec aide inspiratoire
- VC : ventilation en volume contrôlé ou ventilation contrôlée
- VAC : ventilation assistée contrôlée
- PC ou VPC : ventilation en pression contrôlée
- VACI : ventilation en Volume Assisté Contrôlé Intermittente
- BIPAP, Biphasic Intermittent Positive Airway Pressure : c'est un mode de ventilation contrôlée en pression (attention différent de l’appellation qui prête à confusion de ventilation à 2 niveaux de pressions qui induit une confusion avec la VSAI)[pas clair].
- VCRP : volume contrôlé à régulation de pression[1].

## Concepts de base
Il existe de multiples modes ventilatoires.
Pour se repérer il faut se rappeler que la ventilation mécanique tente de suppléer ou assister la ventilation du patient avec deux objectifs :
- Assurer l'oxygénation. Pour cela on peut quel que soit le mode régler la FiO2 et la PEP.
- Permettre l'élimination du gaz carbonique, pour cela il faut distinguer les modes contrôlés où la consigne de ventilation alvéolaire minute choisie par le prescripteur sera toujours délivrée par la machine, des modes spontanés où au contraire il n'y a aucune garantie sur le volume minute délivré. Il résulte dans ce cas de la juste adéquation entre les capacités du patient et les réglages de la machine.

À côté des multiples modes, il existe de multiples interfaces. L’interface avec le patient est
soit invasive :
- Sonde orotrachéale, nasotrachéale ou de trachéotomie
- Masque laryngé

soit non invasive (ventilation non invasive, VNI):
- Masque bucconasal, nasal ou facial

Il n'y a pas de lien strictement obligatoire entre mode et interface ; toutefois il est habituel d'utiliser seulement des modes spontanés en VNI.

### Déclenchement

#### Déclenchement inspiratoire
Le seuil de déclenchement inspiratoire représente la sensibilité avec laquelle la machine reconnaît un effort inspiratoire du patient.
Si le patient déclenche la machine (c'est-à-dire produit un effort supérieur au seuil de déclenchement) la machine déclenche un cycle assisté si le patient est en VAC ou spontané si le patient est en VS aide). Son réglage est facultatif en VAC (selon le niveau d'éveil du patient) en revanche il est fondamental en mode spontané.

#### Déclenchement expiratoire (sensibilité expiratoire)
En ventilation contrôlée la fermeture des valves inspiratoires et/ ou l'ouverture des valves expiratoires résultent simplement des paramètres de volume courant et de fréquence. Dans les modes de ventilation spontanés, la fin de l'inspiration (ouverture de la valve expiratoire) survient lorsque le débit inspiratoire a atteint un certain pourcentage du débit inspiratoire de pointe. Par exemple, avec une sensibilité expiratoire a 20 %, une inspiration ayant atteint un débit inspiratoire de pointe de 70 l/min prendra fin lorsque le débit inspiratoire aura diminué à 14 l/min. Plusieurs respirateurs récents permettent d'ajuster ce seuil.

### Alarmes
Cette fonctionnalité essentielle du ventilateur a deux buts :
- Avertir le personnel clinique lorsque certains paramètres atteignent des valeurs critiques.
- Cesser l'inspiration dans le cas de certaines de ces valeurs.

Il existe de multiples alarmes. En pratique seulement certaines sont fondamentales à régler. Ce sont :
Quel que soit le mode :
- Pression maximale. L'atteinte de cette pression entraîne toujours la fin de l'inspiration.
- Pression minimale. L'atteinte de cette pression indique un débranchement du patient et / ou une extubation

En mode spontané :
- Fréquence maximale
- Ventilation minute minimale
- Apnée (temps maximal)

## Paramètres de base
- Pression expiratoire positive (PEP)
- Fraction inspirée en oxygène (FiO2) : on la règle au minimum pour obtenir une hématose suffisante. Des hauts niveaux de FiO2 sont réputés provoquer des atélectasies. Il faut toutefois anticiper et ne pas hésiter à mettre une FiO2 à 1 en cas d'induction. Idem en cas de transport (période à risque d'extubation).
- Volume minute (VM) : on règle Vt et f en ventilation contrôlée de manière à avoir une normocapnie. En mode spontané ce qui participe le plus à VM c'est le niveau d'aide (AI).
- Seuil de déclenchement (trigger) : il existe deux façons dont le patient ventilé peut « déclencher » une respiration, c'est-à-dire dont le ventilateur peut se rendre compte que le patient fait un effort respiratoire ; la majorité des ventilateurs modernes offrent les deux possibilités. Notez que pour des raisons techniques, il est impossible d'utiliser les deux en même temps.
  - Déclenchement par pression : l'inspiration se déclenche lorsque le patient crée une pression négative (ou sous le niveau de PEP) en inspirant. C'est le plus ancien des modes de déclenchement.
  - Déclenchement par débit : le respirateur laisse circuler un certain débit de gaz dans le circuit pendant la pause respiratoire. Lorsque le débit du côté expiratoire du circuit est plus petit que celui du côté inspiratoire, le respirateur sait que le patient a commencé une inspiration. Ce mode de déclenchement a été développé dans le but de diminuer le travail que doit fournir le patient pour déclencher une inspiration.
  - Ajustement : bien qu'il soit en général admis qu'un seuil de déclenchement le plus bas possible soit souhaitable pour minimiser l'effort que le patient doit fournir, il est important de savoir qu'un seuil de déclenchement trop sensible peut être la cause d'auto-déclenchement. On parle d'auto-déclenchement lorsque le respirateur interprète comme un effort respiratoire ce qui n'en est pas un (ex. : battement cardiaque, tubulure secouée, mouvement non-respiratoire du patient...).
- Aide inspiratoire (AI) : il s'agit d'une pression constante que le ventilateur applique au cours du temps inspiratoire afin de faciliter les respirations du patient. Son niveau est ajusté par le clinicien en fonction des volumes courants désirés et de l'efficacité des respirations spontanées du patient. Certaines machines offrent un asservissement automatique du niveau d'aide inspiratoire à certains paramètres de la ventilation : la logique de l'algorithme est de s'adapter aux besoins du malade en augmentant l'aide s'il se fatigue et inversement. L'asservissement se fait sur le volume courant (Siemens) ou sur la fréquence (Taema).

## Paramètres avancés
- Rapport I/E : on augmente le temps expiratoire en cas d'auto-PEEP importante.
- Débit d'insufflation : il est lié au rapport I/E et au temps de plateau.

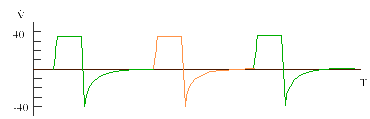
Courbe débit/temps d'une ventilation volumétrique avec débit constant.

- Forme de la courbe de débit inspiratoire : ce paramètre s'applique seulement en ventilation volumétrique :
  - Débit constant
  - Débit croissant
  - Débit décroissant (selon un algorithme logiciel du respirateur) ; a été conçu par la compagnie Puritan-Bennett pour imiter la courbe de débit d'une respiration spontanée et éviter le pic de pression en fin d'inspiration
  - Débit sinusoïdal (selon un algorithme logiciel du respirateur)
- Pauses : une pause inspiratoire est une période entre l'inspiration et l'expiration où les valves inspiratoires et expiratoires sont fermées. Elle est utilisée que pour mesurer la pression de plateau et en déduire la compliance pulmonaire. Une pause expiratoire est une période entre l'expiration et l'inspiration où les valves inspiratoires et expiratoires sont fermées. Elle est utilisée que pour mesurer le niveau d'auto PEP.
- Soupirs : réglage propre à certains vieux respirateurs (désuet). En ventilation mécanique, un soupir est une respiration de plus grand volume où l'on tolère une pression de pointe plus élevée (le ventilateur modifie temporairement le niveau de son alarme de pression de pointe.

## Modes ventilatoires
Un mode ventilatoire est la somme d'un ensemble de caractéristiques. Il existe trois principales catégories : la ventilation en volume contrôlé, la ventilation en pression contrôlée et la ventilation spontanée. Les nomenclatures n’étant pas standardisées, noms et abréviations varient d'un fabricant à l'autre ou d'un pays à l'autre.

## Choix d'un respirateur
- En réanimation/soins intensifs. Le choix d'un respirateur performant est indispensable notamment en cas de syndrome de détresse respiratoire aigu.
- Au bloc opératoire les exigences sont relativement moindres. Les modes spontanés ne sont pas systématiquement requis. En revanche les respirateurs doivent permettre de délivrer des anesthésiants volatils halogénés.
- En préhospitalier et en transport les caractéristiques d'autonomie énergétiques et de consommation en oxygène sont les principaux déterminants du choix d'un respirateur.

Quel que soit le choix, il faut adjoindre à côté de tout respirateur de quoi faire face à une panne d'énergie ou d'oxygène.